# Fun in Acapulco
Fun In Acapulco er en amerikansk film fra 1963. Filmen, hvis hovedrolle blev spillet af Elvis Presley, blev produceret af Hal B. Wallis på Paramount Pictures og havde Richard Thorpe som instruktør.
Filmen blev indspillet fra den 28. januar til medio marts 1963 og havde premiere den 27. november 1963. Den havde dansk premiere den 16. marts 1964.
Fun In Acapulco var den 13. i rækken af film med Elvis Presley. Filmen, hvis manuskript blev skrevet af Allan Weiss, handler om en ung mand, som efter at have været impliceret i en ulykke i et cirkus søger til turistbyen Acapulco i Mexico. Her får han job, dels som bademester og dels som sanger på et af hotellerne. Han møder kærligheden, men bliver undervejs konfronteret med begivenhederne i hans fortid. Efter en dramatisk slutning ender alt dog som det skal.
Fun In Acapulco blev optaget 'on location' i Acapulco og i Paramount-studierne i Hollywood. Ingen af optagelserne med Presley blev til i Acapulco, så på samtlige de af udendørsscenerne, hvor Elvis optræder, er der anvendt stand-in. Elvis Presleys kvindelige modspiller var den schweizisk fødte Ursula Andress, som blev verdenskendt året før for sin medvirken i den første James Bond-film, Dr. No.
Den danske titel på Fun In Acapulco var Sjov i Acapulco, hvilket også fremgår af film-databasen IMDb, der  angiver den danske titel på filmen som Sjov i Acapulco. Der var fra begyndelsen lidt usikkerhed omkring den danske titel, hvor Fest i Acapulco blev overvejet.

## Rollebesætning
De væsentligste roller i Fun In Acapulco var således besat:
- Elvis Presley - Mike Windgren
- Ursula Andress - Margarita Dauphine
- Elsa Cardenas - Dolores Gomez
- Paul Lukas - Maximillian
- Larry Domasin - Raoul Almeido
- Alejandro Rey - Moreno

## Musik
Musikken til filmen blev udgivet på et soundtrack, ligeledes benævnt Fun In Acapulco. Dette album blev udsendt samtidig med filmens premiere i november 1963 og rummede to 'bonussange' foruden sangene fra filmen.
Der var indlagt i alt 11 sange med Elvis Presley i filmen. De 11 sange var:
- "Fun In Acapulco" (Ben Weisman, Sid Wayne)
- "Vino Dinero y Amor" (Roy C. Bennett, Sid Tepper)
- "Mexico" (Roy C. Bennett, Sid Tepper)
- "El Toro" (Bernie Baum, Bill Giant, Florence Kaye)
- "Marguerita" (Don Robertson)
- "The Bullfighter Was A Lady" (Roy C. Bennett, Sid Tepper)
- "No Room To Rhumba In A Sports Car" (Dick Manning, Fred Wise)
- "I Think I'm Gonna Like It Here" (Don Robertson, Hal Blair)
- "Bossa Nova Baby" (Jerry Leiber, Mike Stoller)
- "You Can't Say No In Acapulco" (Dolores Fuller, Lee Morris, Sid Feller)
- "Guadalajara" (Pepe Guizar)

I Danmark er det især "Bossa Nova Baby" og "Mexico" der huskes af et bredere publikum. De blev begge indspillet i Hollywood den 22. januar 1963.